# Parasemia matronalis
Parasemia matronalis là một loài bướm đêm thuộc phân họ Arctiinae, họ Erebidae.